# Oranjeplaat (buurtschap)
Oranjeplaat is een buurtschap in de gemeente Middelburg in de Nederlandse provincie Zeeland. De buurtschap ligt ten noordoosten van het stadje Arnemuiden op de zuidoever van het Veerse Meer. Voor de kust ligt het onbewoonde eilandje Oranjeplaat en aan de westkant ligt een jachthaven.
Ten oosten van Oranjeplaat ligt Vliegveld Midden-Zeeland.
Steden: Arnemuiden · Middelburg

Dorpen: Kleverskerke · Nieuw- en Sint Joosland · Sint Laurens

Buurtschappen: Brigdamme · Oranjeplaat · Oudedorp · Nieuwe Abeele · Schellach (deels)

Zeeland: Steden en dorpen in Zeeland      Nederland: Provincies · Gemeenten